# Yū Yū Hakusho: Sunset Fighters
Yū Yū Hakusho: Sunset Fighters (幽☆遊☆白書 魔強統一戦, Yū Yū Hakusho: Makyōtō itsusen) est un jeu vidéo de combat inspiré du manga Yū Yū Hakusho, développé par Treasure et édité par Sega en 1994.

## Accueil
- Mean Machines : 76 %[1]